# Brzezinka
Brzezinka [bʐɛˈʑinka] (alemão: Birkenau) é um vilarejo do sul da Polônia, localizada a 3 quilômetros (1.9 mi) de Oświęcim (Auschwitz), no distrito de Gmina Oświęcim, município de Oświęcim, o menor voivodato da Polônia.

## Informação geral
O vilarejo é localizado perto da confluência dos rios Vistula e Soła, no centro do Vale Vistula, 240 metros acima do nível do mar. Na época da construção da primeira estação ferroviária em 1856, a estação era no território de Brzezinka , mas mais tarde foi transferida para perto de Oświęcim (Auschwitz).
Duas maiores fábricas estão lá: Maszyn Górniczych "Omag", que nos anos 30 se chamava Spółka Akcyjna Zjednoczenia Fabryk Maszyn i Samochodów "Oświęcim"  produziu a "Oświęcim-Praga"  que venceu a competição de Monte Carlo; e a empresa Polinova (popularmente conhecida como Papownia).

## História
O nome Brzezinka foi dado à área por volta de 1385  e é um radical de origem polonesa para árvores abundantes de bétula. De 1440 a 1483 Brzezinka foi propriedade de Jan Brzeziński. Durante a Segunda Guerra Mundial depois da anexação pela Alemanha o vilarejo foi escolhido para abrigar o campo Auschwitz-Birkenau (Auschwitz II), campo de concentração nazista.